# Thijs Dallinga
Thijs Dallinga, né le 3 août 2000 à Groningue aux Pays-Bas, est un footballeur international néerlandais qui évolue au poste d'avant-centre au Bologne FC.

## Biographie

### En club
Né à Groningue aux Pays-Bas, Thijs Dallinga est formé au FC Emmen, où il commence sa carrière professionnelle. Il joue son premier match le 27 novembre 2017, lors d'une rencontre de deuxième division néerlandaise contre le MVV Maastricht. Il entre en jeu à la place de Cas Peters (en) et son équipe l'emporte par deux buts à un.
Le 28 juin 2018, Dallinga rejoint le FC Groningue, où il est dans un premier temps intégré à l'équipe réserve.
N'étant pas satisfait de son temps de jeu à Groningue, il quitte le club librement lors de l'été 2021 pour rejoindre l'Excelsior Rotterdam. Le joueur signe un contrat de deux ans plus une année en option et le transfert est annoncé dès le 6 mai 2021,. Dallinga se montre très adroit devant le but cette saison-là avec un total de 36 réalisations, le rapprochant quelque peu du record détenu par Joop Schuman (nl) (44 buts sur une saison de deuxième division néerlandaise en 1961-1962). Le jeune attaquant de 21 ans contribue ainsi à la promotion du club en première division à l'issue de la saison 2021-2022, l'Excelsior sortant vainqueur du barrage de promotion face à l'ADO La Haye le 29 mai 2022.
Le 1er juillet 2022, Thijs Dallinga s'engage en faveur du Toulouse FC pour 2,5 millions d'euros. Il signe un contrat de quatre ans, soit jusqu'en juin 2026.
Le 29 avril 2023, il inscrit un doublé face au FC Nantes au Stade de France (victoire 5-1), permettant à Toulouse de remporter la finale de la Coupe de France.
Le 23 juillet 2024, après plusieurs jours de rumeurs, Dallinga est officiellement transféré au club italien du Bologne FC pour la somme de 15 millions d'euros et afin de pallier le départ de son compatriote Joshua Zirkzee. Devenant le huitième joueur néerlandais de l'histoire du club, il signe un contrat de cinq ans, soit jusqu'en 2029, et rejoint une équipe qui va participer à la Ligue des champions,,.
Dallinga inscrit son premier but pour le Bologne FC le 21 décembre 2024, lors d'une rencontre de championnat face au Torino FC. Il entre en jeu et participe à la victoire de son équipe par deux buts à zéro.

### En sélection
Avec les moins de 19 ans, Thijs Dallinga joue deux matchs en 2018 et inscrit un but.
En septembre 2022, le footballeur est appelé pour la première fois avec l'équipe des Pays-Bas espoirs par le sélectionneur Erwin van de Looi.
Le 13 novembre 2023, Dallinga est convoqué pour la première fois avec l'équipe nationale des Pays-Bas par le sélectionneur Ronald Koeman. Il renforce l'attaque des Oranje après les forfaits de Steven Bergwijn et Brian Brobbey, notamment.

## Statistiques
| Saison                  | Club                    | Championnat             | Championnat | Championnat | Championnat | Coupe(s) nationale(s) | Coupe(s) nationale(s) | Coupe(s) nationale(s) | Supercoupe | Supercoupe | Supercoupe | Compétition(s) continentale(s) | Compétition(s) continentale(s) | Compétition(s) continentale(s) | Compétition(s) continentale(s) | Autres compétitions | Autres compétitions | Autres compétitions | Autres compétitions | Total | Total | Total |
| Saison                  | Club                    | Division                | M.          | B.          | P.d.        | M.                    | B.                    | P.d.                  | M.         | B.         | P.d.       | Comp.                          | M.                             | B.                             | P.d.                           | Comp.               | M.                  | B.                  | P.d.                | M.    | B.    | P.d.  |
| 2017-2018               | FC Emmen                | Eerste Divisie (en)     | 8           | 1           | 0           | -                     | -                     | -                     | -          | -          | -          | -                              | -                              | -                              | -                              | BR (en)             | -                   | -                   | -                   | 8     | 1     | 0     |
| 2018-2019               | FC Groningue B          | Derde Division          | 17          | 5           | 0           | -                     | -                     | -                     | -          | -          | -          | -                              | -                              | -                              | -                              | -                   | -                   | -                   | -                   | 17    | 5     | 0     |
| 2019-2020               | FC Groningue            | Eredivisie              | -           | -           | -           | -                     | -                     | -                     | -          | -          | -          | -                              | -                              | -                              | -                              | -                   | -                   | -                   | -                   | 0     | 0     | 0     |
| 2020-2021               | FC Groningue            | Eredivisie              | 6           | 0           | 0           | 1                     | 0                     | 0                     | -          | -          | -          | -                              | -                              | -                              | -                              | -                   | -                   | -                   | -                   | 7     | 0     | 0     |
| Sous-total FC Groningue | Sous-total FC Groningue | Sous-total FC Groningue | 6           | 0           | 0           | 1                     | 0                     | 0                     | -          | -          | -          | -                              | 0                              | 0                              | 0                              | -                   | -                   | -                   | -                   | 7     | 0     | 0     |
| 2021-2022               | Excelsior Rotterdam     | Eerste Divisie (en)     | 37          | 32          | 8           | 1                     | 0                     | 0                     | -          | -          | -          | -                              | -                              | -                              | -                              | BR (en)             | 6                   | 4                   | 1                   | 44    | 36    | 9     |
| 2022-2023               | Toulouse FC             | Ligue 1                 | 36          | 12          | 1           | 6                     | 6                     | 2                     | -          | -          | -          | -                              | -                              | -                              | -                              | -                   | -                   | -                   | -                   | 42    | 18    | 3     |
| 2023-2024               | Toulouse FC             | Ligue 1                 | 33          | 14          | 2           | 2                     | 1                     | 0                     | 1          | 0          | 0          | C3                             | 8                              | 4                              | 2                              | -                   | -                   | -                   | -                   | 44    | 19    | 4     |
| Sous-total Toulouse FC  | Sous-total Toulouse FC  | Sous-total Toulouse FC  | 69          | 26          | 3           | 8                     | 7                     | 2                     | 1          | 0          | 0          | -                              | 8                              | 4                              | 2                              | -                   | 0                   | 0                   | 0                   | 86    | 37    | 7     |
| 2024-2025               | Bologne FC              | Serie A                 | 31          | 3           | 2           | 4                     | 3                     | 0                     | -          | -          | -          | C1                             | 8                              | 1                              | 0                              | -                   | -                   | -                   | -                   | 43    | 7     | 2     |
| Total sur la carrière   | Total sur la carrière   | Total sur la carrière   | 168         | 67          | 13          | 14                    | 10                    | 2                     | 1          | 0          | 0          | -                              | 16                             | 5                              | 2                              | -                   | 6                   | 4                   | 1                   | 205   | 86    | 18    |

### En sélection nationale
| Saison                | Sélection             | Phases finales        | Phases finales | Phases finales | Phases finales | Éliminatoires | Éliminatoires | Éliminatoires | Ligue des nations | Ligue des nations | Ligue des nations | Matchs amicaux | Matchs amicaux | Matchs amicaux | Total | Total | Total |
| Saison                | Sélection             | Compétition           | M              | B              | Pd             | M             | B             | Pd            | M                 | B                 | Pd                | M              | B              | Pd             | M     | B     | Pd    |
| --------------------- | --------------------- | --------------------- | -------------- | -------------- | -------------- | ------------- | ------------- | ------------- | ----------------- | ----------------- | ----------------- | -------------- | -------------- | -------------- | ----- | ----- | ----- |
| 2023-2024             | Pays-Bas              | -                     | -              | -              | -              | -             | -             | -             | 1                 | 0                 | 0                 | -              | -              | -              | 1     | 0     | 0     |
| Total sur la carrière | Total sur la carrière | Total sur la carrière | -              | -              | -              | -             | -             | -             | 1                 | 0                 | 0                 | -              | -              | -              | 1     | 0     | 0     |

## Palmarès

### En club
Avec le Toulouse FC, Thijs Dallinga remporte la Coupe de France en 2023 et est finaliste du Trophée des champions en 2023.
Avec le Bologne FC, il remporte la Coupe d'Italie en 2025,.